# 2047
2047 (ММXLVII) e обикновена година, започваща във вторник според григорианския календар. Тя е 2047-ата година от новата ера, четиридесет и седмата от третото хилядолетие и осмата от 2040-те.